# Azalea rossa
Azalea Rossa (pubblicazione originale Pantheon Books, 1994, ISBN 1-4000-9698-7) è l'autobiografia della scrittrice cinese statunitense Anchee Min, nata a Shanghai nel 1957. Scritta in inglese tra il 1984 ed il 1992 negli Stati Uniti, l'autobiografia divisa in tre parti narra la vita dell'autrice nella nativa Cina sotto il governo di Mao.
I nomi dei personaggi sono stati volutamente tradotti dall'autrice in lingua inglese: il suo nome, Anchee, è stato trascritto nella traduzione inglese Jade of Peace (Giada di Pace), mentre i nomi dei suoi fratelli sono diventati Blooming, Coral e Space Conqueror (Fiorente, Corallo e Conquistatore dello Spazio). L'autobiografia è insolitamente metatestuale, e tratta di temi quali le ideologie, la capacità di rappresentazione e la psicologia, quest'ultima legata in particolar modo ad argomenti quali il genere ed il sesso.

## Trama
Nella prima parte, Anchee racconta la storia della sua infanzia nella nativa Shanghai, durante gli anni '60, sotto il governo di Mao Zedong. Da giovanissima era estremamente fiduciosa nel comunismo proposto da Mao, ed era una studentessa brillante. Il primo conflitto con la realtà maoista avviene, per Anchee, quando la sua insegnante preferita viene processata per spionaggio e la giovane dovrebbe testimoniare contro di lei.
La seconda parte inizia raccontando la vita di Anchee adolescente in una fattoria appena fuori dalla città, un campo di lavoro nel quale ci sono vari altri coetanei. Nonostante le ristrettissime speranze di fuggire dalla vita di manovale, Anchee trova una ragione per andare avanti e rimane sulla linea dell'ideologia maoista. Quest'ultima viene messa a dura prova, però, quando una sua amica subisce degli abusi psicologici per essere stata trovata in una situazione sessuale con un uomo, situazione a causa della quale viene interrogata ed umiliata. La fiducia di Anchee nel maoismo viene ulteriormente corrosa dall'abuso di potere dei suoi superiori, oltre che da una relazione lesbo con un'altra ragazza ai lavori forzati. Alla fine della seconda parte, tuttavia, Anchee viene selezionata per tornare a Shanghai e studiare per diventare attrice.
La terza parte è la storia della sua formazione professionale agli studi cinematografici, in competizione con altre aspiranti attrici ed alle prese con ulteriori abusi di potere e relazioni amorose complicate. La sua fiducia nel sistema di Mao si spegne pian piano fino a sparire, mentre agli studi viene favorita o maltrattata a seconda di chi sia il suo superiore. Infine, i superiori decidono che la ragazza non può avere un futuro come attrice, e lei rimane a lavorare agli studi come impiegata. Alla fine della terza parte, nel 1976, Mao muore e sua moglie, Jiang Qing, viene arrestata. Alcuni anni successivi vengono liquidati brevemente, e l'autrice conclude l'autobiografia con un epilogo di come arrivò a trasferirsi e vivere negli Stati Uniti, nel 1984.